# V376 Carinae
Pour les articles homonymes, voir b Carinae.
Désignations
V376 Car A : CD-58 2347, GC 12405, SAO 236436

V376 Carinae est une étoile binaire de la constellation australe de la Carène. Elle porte également la désignation de Bayer b1 Carinae, tandis que V376 Carinae est sa désignation d'étoile variable. Le système est visible à l'œil nu avec une magnitude apparente combinée de 4,69. D'après la mesure de sa parallaxe annuelle par le satellite Gaia, l'étoile primaire est distante d'environ ∼ 630 a.l. (∼ 193 pc) de la Terre. Elle s'éloigne du Système solaire à une vitesse radiale de +27 km/s.
L'étoile primaire, désignée V376 Carinae A, est une étoile bleu-blanc de la séquence principale de type spectral B2V et d'une magnitude apparente de 4,87. Elle a initialement été classée comme une variable de type Beta Cephei à très courte période à la suite d'une recherche de ce type de variables dans le ciel austral. Cependant, cette variabilité n'a pas été confirmée par des observations ultérieures. Le General Catalogue of Variable Stars la considère maintenant comme une étoile probablement constante, à qui on a attribué trop vite une désignation d'étoile variable.
Son âge estimé est de 12,5 millions d'années avec une masse qui est 7,8 fois supérieure à celle du Soleil. L'étoile est environ 3 000 fois plus lumineuse que le Soleil et sa température de surface est de 21 150 K.
Son compagnon, désigné V376 Carinae B, a été découvert par l'astronome écossais James Dunlop en 1836. C'est une étoile bleu-blanc de la séquence principale de type B9,5V et d'une magnitude de 6,58. En date de 2015, elle était localisée à une distance angulaire de 40,1 secondes d'arc et à un angle de position de 76° de l'étoile primaire.